# Haeromys margarettae
Il topo Ranee (Haeromys margarettae  Thomas, 1893) è un roditore della famiglia dei Muridi endemico dell'Isola del Borneo.

## Descrizione

### Dimensioni
Roditore di piccole dimensioni, con la lunghezza della testa e del corpo tra 54 e 77 mm, la lunghezza della coda tra 97 e 144 mm e la lunghezza del piede tra 15 e 20 mm.

### Aspetto
Le parti superiori sono castano rossiccio scuro, con riflessi grigiastri sulla schiena e più chiaro lungo i fianchi, mentre le parti ventrali sono bianche. Le orecchie sono piccole, ovali e praticamente prive di peli. Le vibrisse sono lunghe, prominenti e nere. Le zampe sono bianche con una macchia scura longitudinale sul dorso. La coda è molto più lunga della testa e del corpo, uniformemente grigio-verdastra chiara, ricoperta finemente di peli, con circa 17 anelli di scaglie per centimetro

## Biologia

### Comportamento
È una specie arboricola.

### Alimentazione
Si nutre di frutta.

## Distribuzione e habitat
Questa specie è endemica delle colline Penrisen, nello stato di Sarawak e di una località dello stato di Sabah, entrambe sull'isola del Borneo.
Vive nelle foreste, non necessariamente primarie.

## Conservazione
La IUCN Red List, considerata l'assenza di informazioni sull'areale e lo stato della popolazione., classifica H.margarettae come specie con dati insufficienti (DD).